# بيت الفقية (إب)

تعديل مصدري - تعديل

بيت الفقية محلة تابعة لقرية بيت الغبان، التابعة لعزلة الموية بمديرية إب إحدى مديريات محافظة إب في الجمهورية اليمنية.، بلغ تعداد سكانها 348 حسب تعداد اليمن لعام 2004.